# Hypena eugrapha
Hypena eugrapha is een vlinder uit de familie spinneruilen (Erebidae). De wetenschappelijke naam is voor het eerst geldig gepubliceerd in 1963 door Fletcher D. S..
De soort komt voor in tropisch Afrika.